# Puchar Tunezji w koszykówce kobiet
Puchar Tunezji w koszykówce kobiet (arab. كأس تونس لكرة السلة للسيدات) – cykliczne krajowe rozgrywki sportowe, prowadzone systemem pucharowym, organizowane corocznie (co sezon) przez Tunezyjską Federację Koszykówki od sezonu 1965/1966 dla tunezyjskich żeńskich klubów koszykarskich. Drugie – po mistrzostwach Tunezji – rozgrywki w hierarchii ważności w tunezyjskiej koszykówce kobiet.

## Zdobywczynie Pucharu Tunezji
| Sezon   | Zwyciężczynie   |
| ------- | --------------- |
| 1965–66 | Zitouna Sports  |
| 1966–67 | CS Coopération  |
| 1967–68 | Radès Transport |
| 1968–69 | Radès Transport |
| 1969–70 | Ezzahra Sports  |
| 1970–71 | Zitouna Sports  |
| 1971–72 | ASF Tunis       |
| 1972–73 | Zitouna Sports  |
| 1973–74 | Zitouna Sports  |
| 1974–75 | Zitouna Sports  |
| 1975–76 | ASF Tunis       |
| 1976–77 | Zitouna Sports  |
| 1977–78 | Zitouna Sports  |
| 1978–79 | Zitouna Sports  |
| 1979–80 | Zitouna Sports  |

| Sezon   | Zwyciężczynie      |
| ------- | ------------------ |
| 1980–81 | Zitouna Sports     |
| 1981–82 | Stade Tunisien     |
| 1982–83 | Espérance de Tunis |
| 1983–84 | Espérance de Tunis |
| 1984–85 | Stade Tunisien     |
| 1985–86 | JA Bougatfa        |
| 1986–87 | JA Bougatfa        |
| 1987–88 | Espérance de Tunis |
| 1988–89 | Stade Tunisien     |
| 1989–90 | Al Hilal Sports    |
| 1990–91 | Stade Tunisien     |
| 1991–92 | Al Hilal Sports    |
| 1992–93 | Al Hilal Sports    |
| 1993–94 | Stade Tunisien     |
| 1994–95 | Stade Tunisien     |

| Sezon   | Zwyciężczynie   |
| ------- | --------------- |
| 1995–96 | Stade Tunisien  |
| 1996–97 | Zitouna Sports  |
| 1997–98 | CS Sfaxien      |
| 1998–99 | Zitouna Sports  |
| 1999–00 | Stade Tunisien  |
| 2000–01 | Stade Tunisien  |
| 2001–02 | CS Sfaxien      |
| 2002–03 | CSP Circulation |
| 2003–04 | Zitouna Sports  |
| 2004–05 | CS Sfaxien      |
| 2005–06 | CS Sfaxien      |
| 2006–07 | CS Sfaxien      |
| 2007–08 | ES Cap Bon      |
| 2008–09 | CS Sfaxien      |
| 2009–10 | ES Cap Bon      |

| Sezon   | Zwyciężczynie   |
| ------- | --------------- |
| 2010–11 | DS Grombalia    |
| 2011–12 | CSP Circulation |
| 2012–13 | CS Sfaxien      |
| 2013–14 | CSP Circulation |
| 2014–15 | ES Cap Bon      |
| 2015–16 | ES Cap Bon      |
| 2016–17 | CSP Circulation |
| 2017–18 | CSP Circulation |
| 2018–19 | CSP Circulation |
| 2019–20 | ES Cap Bon      |
| 2020–21 | Ezzahra Sports  |
| 2021–22 | ES Cap Bon      |
| 2022–23 | JS Menazah      |

## Finały
| Sezon | Zwyciężczynie             | Wynik | Finalistki | Przyp. |
| ----- | ------------------------- | ----- | ---------- | ------ |
| 2016  | Espoir Sportif du Cap Bon | 65-62 | CS Sfaxien | [ 1 ]  |
| 2017  | CSP Circulation           | 59-46 | CS Sfaxien | [ 2 ]  |
| 2021  | Ezzahra Sports            | 71-66 | ES Cap Bon | [ 3 ]  |
| 2022  | ES Cap Bon                | 90-89 | ES Sahel   | [ 4 ]  |
| 2023  | JS Menazah                | 68-64 | ASF Jemmal | [ 5 ]  |

## Puchary według klubu
| Klub               | Puchary | Zwycięskie lata                                                              |
| ------------------ | ------- | ---------------------------------------------------------------------------- |
| Zitouna Sports     | 13      | 1966, 1971, 1973, 1974, 1975, 1977, 1978, 1979, 1980, 1981, 1997, 1999, 2004 |
| Stade Tunisien     | 9       | 1982, 1985, 1989, 1991, 1994, 1995, 1996, 2000, 2001                         |
| CS Sfaxien         | 8       | 1998, 2002, 2005, 2006, 2007, 2009, 2013                                     |
| CSP Circulation    | 6       | 2003, 2012, 2014, 2017, 2018, 2019                                           |
| ES Cap Bon         | 6       | 2008, 2010, 2015, 2016, 2020, 2022                                           |
| Al Hilal Sports    | 3       | 1990, 1992, 1993                                                             |
| Espérance de Tunis | 3       | 1983, 1984, 1988                                                             |
| JA Bougatfa        | 2       | 1986, 1987                                                                   |
| ASF Tunis          | 2       | 1972, 1976                                                                   |
| Étoile du Radès    | 2       | 1968, 1969                                                                   |
| Ezzahra Sports     | 2       | 1970, 2021                                                                   |
| CS Coopération     | 1       | 1967                                                                         |
| DS Grombalia       | 1       | 2011                                                                         |
| JS Menazah         | 1       | 2023                                                                         |